# Corinnomma javanum
Corinnomma javanum là một loài nhện trong họ Corinnidae.
Loài này thuộc chi Corinnomma. Corinnomma javanum được Eugène Simon miêu tả năm 1905.